# Шадриков, Владимир Дмитриевич
Влади́мир Дми́триевич Ша́дриков (18 ноября 1939, Рыбинск, Ярославская область — 14 января 2025) — советский и российский психолог, специалист в области психологии труда, педагогической, дифференциальной, неокогнитивной психологии. Автор теории системогенеза деятельности и теории способностей. Доктор психологических наук (1977), профессор (1978). Действительный член АПН СССР — РАО (с 1990).

## Биография
Родился 18 ноября 1939 года в городе Рыбинске Ярославской области.
Окончил в 1962 году физико-математический факультет Ярославского государственного педагогического института им. К. Д. Ушинского (ЯГПИ) по специальности «Преподаватель математики и физики».
В 1962—1965 годах — учитель математики средней школы в посёлке городского типа Эвенск Магаданской области, директор Эвенской вечерней средней школы.
В 1968 году на кафедре психологии ЯГПИ защитил диссертацию «Сигнальное программирование и оптимизация подачи информации оператору» на соискание степени кандидата психологических наук. Стал старшим преподавателем этой же кафедры.
В 1970 году поступил на работу в открывшийся Ярославский государственный университет им. П. Г. Демидова (ЯрГУ), где занимал должности доцента (1970—1971), декана факультета истории, психологии и права (позже факультет психологии и биологии) (1971—1973), декана факультета психологии (1973—1976), заведующего кафедрой инженерной психологии (1973—1982), проректора по учебной работе (1976—1982), ректор ЯГПИ (1982—1985).
В 1977 году защитил докторскую диссертацию «Системный подход в психологии производственного обучения».
В 1982—1985 годах — ректор Ярославского государственного педагогического института.
В 1985—1988 годах заместитель министра просвещения СССР. В 1988—1992 годах первый заместитель председателя Государственного комитета СССР по народному образованию — Министр СССР. Занимался совершенствованием содержания и организационных основ общеобразовательной школы и педагогического образования. В 1992 году заместитель председателя Комитета по высшей школе Министерства науки, высшей школы и технической политики России. В 1993—1996 годах заместитель председателя Государственного комитета России по высшему образованию. В 1996—1998 годах первый заместитель министра, в 1998—2001 годах заместитель министра общего и профессионального образования России (с 1999 года — министра образования России). Помимо прочего занимался организацией разработок Государственных образовательных стандартов для высшего профессионального образования. Был членом Советов по русскому языку (1995—1997) и по взаимодействию с религиозными объединениями (1999—2001) при Президенте России.
Член-корреспондент АПН СССР (1982). Исполняющий обязанности президента АПН СССР (1989—1990). Действительный член АПН СССР — РАО (с 1990).
С 2001 года профессор кафедры общей психологии и научный руководитель Факультета психологии Государственного университета «Высшая школа экономики» (в настоящее время — Департамент психологии факультета социальных наук НИУ ВШЭ).
С 2019 года профессор-исследователь Департамента психологии факультета социальных наук НИУ ВШЭ.
Член редколлегии в журналах: «Психологический журнал», «Психология. Журнал Высшей школы экономики». Член редакционного совета в журналах: «Вопросы психологии», «Ярославский психологический вестник», Экспериментальная психология, «Вестник практической психологии образования», «Вестник международных организаций образование наука новая экономик», Северо-кавказский психологический вестник, Высшее образование сегодня, Journal of Language and Education. Председатель редакционного совета журнала «Инновации в образовании».
Был женат, имел сына. Скончался 14 января 2025 года в возрасте 85 лет.

## Профессиональная деятельность
В. Д. Шадриков принимал активное участие в ряде реорганизаций. Ниже представлены некоторые из них.
В области общего среднего образования
В 1985 году при его содействии появился школьный предмет «Информатика».
Проводился эксперимент по развитию индивидуального обучения на основе классов с переменным составом и различными программами. Ученик мог выбирать каждый предмет на уровне, соответствующем его способностям и интересам. Эксперимент не был завершён из-за распада СССР.
В области высшего образования
Проведена полная перестройка системы гуманитарного образования. Разработан минимум содержания образования по гуманитарным и социальным дисциплинам (под редакцией В. С. Стёпина и В. Д. Шадрикова).
Разработан и принят Государственной думой закон «О высшем и послевузовском образовании» (1996).
Разработаны Государственные образовательные стандарты по каждому направлению и специальностями. В соответствии со стандартами разработаны минимумы содержания образования по каждому предмету, что позволило реализовать на практике академические свободы в высшей школе.

## Труды
Автор более 370 научных работ в области психологии и образования, в том числе около 30 монографий и учебных пособий, основные из которых:
- Проблемы системогенеза профессиональной деятельности. — М.: Наука, 1982. — ISBN 978-5-98704-222-4.
- Происхождение человечности: Учеб. пособие для высших учебных заведений. — М.: Логос, 1999. — ISBN 5-88439-013-0.
- Мир внутренней жизни человека. — М.: Университетская книга. Логос, 2006. — ISBN 5-98704-081-7.
- Психология деятельности человека. — М.: Москва, 2013. — (Достижения в психологии). — ISBN 978-5-9270-0261-0.
- Общая психология: Учебник для академического бакалавриата. — М.: Юрайт, 2015. (соавтор Мазилов В. А.) — ISBN 978-5-534-03023-5.
- Неокогнитивная психология. — М.: Логос, 2017. — ISBN 978-5-98699-224-2.
- Способности и одаренность человека. — М.: ИП РАН, 2019. — ISBN 978-5-9270-0392-1.
- Мысль и понимание. Понимание мысли. — М.: Университетская книга, 2019. — ISBN 978-5-98-699-311-9.
- Духовные способности. — Изд. 2-е, перераб. и доп. — М.: ИП РАН, 2020. — ISBN 978-5-9270-0408-9.
- Понимание: концептуальные модели. — М.: ИП РАН, 2021. — ISBN 978-5-9270-0424-9; doi: 10.38098/mng.2020.28.39.001.

## Награды
- Орден святого благоверного князя Даниила Московского (РПЦ, 2001); орден Почёта за разработку Государственных стандартов высшего профессионального образования (2002); орден «За заслуги перед Отечеством» IV степени (2012)
- Заслуженный работник высшей школы Российской Федерации (1998).
- Медали им. Н. К. Крупской (1989); К. Д. Ушинского (1989); А. С. Макаренко (1990); золотая медаль «За достижения в науке» РАО (2007)
- Премия имени С. Л. Рубинштейна за цикл работ по психологии способностей (1996)
- Премия Президента РФ в области образования (1999); премия Правительства Российской Федерации в области образования (2005)
- Почётный работник науки и техники Российской Федерации (2007)

Почётный профессор
- Ярославского государственного университета им. П. Г. Демидова,
- Ярославского государственного педагогического университета им. К. Д. Ушинского,
- Белгородского технологического университета им. Шухова,
- Московского педагогического государственного университета.

Заслуженный профессор Национального исследовательского университета «Высшая школа экономики».